# Pal (fundamentowanie)
Pal – pojedynczy, długi element konstrukcyjny fundamentu budowli, który jest zagłębiony w podłożu gruntowym.
Pal składa się z głowicy, długiego trzonu i podstawy. Pale są stosowane w celu przeniesienia obciążeń z poziomu głowic, za pośrednictwem ich trzonów, na podstawy wspierające się o głębiej zalegające, nośne warstwy podłoża gruntowego. Zespoły pali tworzące fundament złożony, stosowane są przy posadowieniu budowli na słabych gruntach. W przypadku braku warstw nośnych, fundament palowy przekazuje obciążenia na słaby grunt tylko za pośrednictwem sił tarcia na pobocznicach trzonów co wymaga stosowania dostatecznie długich pali.
Ze względu na sposób wykonania wyróżnia się:
- pale prefabrykowane – produkowane, przeważnie poza placem budowy, jako słupy żelbetowe, stalowe lub drewniane, a następnie zagłębiane w gruncie, już na placu budowy, za pomocą uderzeń kafara,
- pale formowane „na mokro” – powstają na terenie budowy przez wiercenie otworów w gruncie (z rurą osłonową lub bez niej) świdrem ślimakowym lub rozbijanie otworu kafarem; do powstałego otworu wsuwane jest zbrojenie zalewane później betonem dla utworzenia pala; takie wykonywanie pala umożliwia powiększenie lub iniektowanie jego podstawy.

Szczególnym rodzajem pali są barety.
Pale stosuje się także w celu stabilizacji i zapobiegania osuwiskom gruntu na zboczach. Stosowanie pali umożliwia zmniejszenie wykopów i związanych z tym zagrożeniem dla sąsiednich budowli, umożliwia uniknięcie wykonania robót odwodnieniowych i zapobiegających osuwaniu się ziemi podczas prac budowlanych. Dużą zaletą zastosowania pali jest zachowanie czystego placu budowy.

## Proces wbijania pala[7]
Platforma robocza – wbijanie pala przebiega przy zastosowaniu ciężkich maszyn: kafara z młotem i dźwigu do rozładunku pali. Dlatego konieczne jest odpowiednie przygotowanie podłoża. Należy uformować platformę roboczą z kruszywa lub gruzu. Na placu budowy należy wprowadzić korektę wytyczenia pali pochylonych z uwzględnieniem rzeczywistego poziomu platformy roboczej. Prefabrykat pala identyfikuje się w tymczasowym magazynie pod względem jego zgodności z wymaganiami projektu, sprawdzając m.in. jego długość, beton, zbrojenie i datę produkcji. Pal należy umieścić w bliskim sąsiedztwie kafara, aby nie doszło do przeciągania ich wciągarką po platformie.
Podnoszenie prefabrykatu pala do kafara – wokół trzonu pala zaciąga się łańcuchową pętlę, na wysokości 1/3 długości prefabrykatu. Po podczepieniu łańcucha do wciągarki linowej kafara płynnie podnosi się prefabrykat tak, aby osadzić głowicę pala pod młotem, a jego trzon wzdłuż masztu kafara. Następnie należy umiejscowić prefabrykat pala nad palikiem wyznaczającym jego położenie w terenie, równolegle do wbijanego przodu pali. Wbijany pal musi znajdować się w położeniu równoległym względem masztu. Nachylenie pala kontroluje się poziomicą.
Wbijanie prefabrykatu pala – proces wbijania pala zaczyna się serią uderzeń o niewielkiej sile aż do uzyskania zagłębienia prefabrykatu i prowadzenia w gruncie. Wtedy pal wbija się już pełną energią do projektowanej rzędnej bądź do osiągnięcia przyjętego kryterium wbijania. W trakcie wbijania pala kontroluje się wpędy pala, jego stan, podkładki pomiędzy młotem a wierzchem pala oraz równoległe położenie osi pala względem masztu. Gdy wpędy pala spadają poniżej 2 mm/uderzenie przerywa się wbijanie, gdyż grozi uszkodzeniem trzonu pala.
Rozkucie głowicy pala – do rozkucia głowic pala stosuje się specjalne urządzenia, ale można tego dokonać ręcznie, stosując lekkie młoty pneumatyczne lub mechaniczne.
Inwentaryzacja pali – proces wbijania pali kończy inwentaryzacja geodezyjna. Prace uznaje się za wykonane prawidłowo przy zachowaniu dokładności na poziomie +/−10 cm. Przy większych odchyleniach należy przeprowadzić analizę statyczno-wytrzymałościową i geotechniczną. Na podstawie wyników decyduje się o ewentualnej konieczności korekty rozwiązania fundamentu palowego.